# Măguricea, Buzău
Măguricea este un sat în comuna Pănătău din județul Buzău, Muntenia, România. Se află în nord-vestul județului, în zona de munte.